# Santa María Cortijo
Santa María Cortijo es una localidad del estado mexicano de Oaxaca, localizado en la Costa de la entidad. Es la cabecera del municipio de Santa María Cortijo.

## Demografía
| Censo | Población |
| ----- | --------- |
| 1900  | 1100      |
| 1910  | 979       |
| 1921  | 423       |
| 1930  | 388       |
| 1940  | 433       |
| 1950  | 356       |
| 1960  | 273       |
| 1970  | 486       |
| 1980  | 1133      |
| 1990  | 935       |
| 1995  | 1047      |
| 2000  | 968       |
| 2005  | 969       |
| 2010  | 1075      |
| 2020  | 1060      |